# Thea Louise Stjernesund
Thea Louise Stjernesund (Lørenskog, 24 novembre 1996) è una sciatrice alpina norvegese.

## Biografia
Thea Louise Stjernesund ha debuttato nel Circo bianco nel dicembre del 2011 disputando un slalom speciale a Geilo, valido come gara FIS. In Coppa Europa ha esordito il 1º dicembre 2014 a Hemsedal in slalom gigante, classificandosi 22ª, e ha conquistato il suo primo podio il 1º marzo 2018, vincendo lo slalom gigante di Zinal.
In Coppa del Mondo ha esordito il 27 ottobre 2018 a Sölden in slalom gigante, classificandosi 9ª; nella stessa stagione ai Mondiali di Åre 2019, suo esordio iridato, è stata 18ª nello slalom gigante e 5ª nella gara a squadre, mentre a quelli di Cortina d'Ampezzo 2021 ha vinto la medaglia d'oro nella gara a squadre, si è classificata 22ª nello slalom speciale, non ha completato lo slalom gigante e non si è qualificata per la finale nello slalom parallelo.
Nello stesso anno ha ottenuto il primo podio in Coppa del Mondo, concludendo 2ª lo slalom parallelo di Lech/Zürs del 13 novembre vinto dalla slovena Andreja Slokar, e ai successivi XXIV Giochi olimpici invernali di Pechino 2022, suo esordio olimpico, ha vinto la medaglia di bronzo nella gara a squadre e si è classificata 6ª nello slalom gigante e 15ª nello slalom speciale; ai Mondiali di Courchevel/Méribel 2023 ha vinto la medaglia d'argento nella gara a squadre, quella di bronzo nel parallelo e si è piazzata 8ª nello slalom gigante e 13ª nello slalom speciale e a quelli di Saalbach-Hinterglemm 2025 è stata 4ª nello slalom gigante, 7ª nella gara a squadre e non ha completato lo slalom speciale.

## Palmarès

### Olimpiadi
- 1 medaglia:
  - 1 bronzo (gara a squadre a Pechino 2022)

### Mondiali
- 3 medaglie:
  - 1 oro (gara a squadre a Cortina d'Ampezzo 2021)
  - 1 argento (gara a squadre a Courchevel/Méribel 2023)
  - 1 bronzo (slalom parallelo a Courchevel/Méribel 2023)

### Mondiali juniores
- 1 medaglia:
  - 1 bronzo (gara a squadre a Sočil/Roza Chutor 2016)

### Coppa del Mondo
- Miglior piazzamento in classifica generale: 20ª nel 2023 e nel 2025
- 4 podi (3 in slalom gigante, 1 in slalom parallelo):
  - 2 secondi posti (1 in slalom gigante, 1 in slalom parallelo)
  - 2 terzi posti (in slalom gigante)

#### Coppa del Mondo - gare a squadre
- 3 podi:
  - 1 vittoria
  - 2 secondi posti

### Coppa Europa
- Miglior piazzamento in classifica generale: 6ª nel 2018
- Vincitrice della classifica di slalom gigante nel 2018
- 6 podi:
  - 2 vittorie
  - 1 secondo posto
  - 3 terzi posti

#### Coppa Europa - vittorie
| Data          | Località  | Paese    | Specialità |
| ------------- | --------- | -------- | ---------- |
| 1º marzo 2018 | Zinal     | Svizzera | GS         |
| 8 marzo 2018  | La Molina | Spagna   | GS         |

Legenda:

GS = slalom gigante

### Campionati norvegesi
- 15 medaglie[1]:
  - 6 ori (slalom parallelo nel 2018; slalom gigante, slalom speciale nel 2021; slalom gigante, slalom speciale nel 2023; slalom gigante nel 2024)
  - 3 argenti (slalom gigante nel 2019; supergigante nel 2024; supergigante nel 2025)
  - 6 bronzi (slalom speciale nel 2015; slalom gigante, slalom speciale nel 2016; combinata nel 2017; slalom gigante nel 2018; slalom speciale nel 2024)